# Экономика Туркменистана
Экономика Туркменистана является 87-й экономикой среди стран мира по объёму ВВП по ППС (на 2020 год)
Природный газ является основой экономики Туркменистана, бо́льшую часть государственных доходов которого составляет экспорт энергоресурсов.
Сельское хозяйство является источником средств к существованию для более, чем половины населения страны.
На 2011 год Туркменистан входил в десятку мировых производителей хлопка, под выращивание которого отведена примерно половина всех орошаемых земель.
Структура ВВП по отраслям в 2019 году была следующей: доля сферы услуг составила 21,6 %, промышленности и строительства — 60,4 %, сельского хозяйства — 8,9%, торговли 3,6%, транспорта 5,5%.

## ВВП
ВВП Туркменистана за 2019 год составлял 48.3 млрд долларов, это 89 место в мире между Сербией (51.5 млрд долларов) и Азербайджаном (48 млрд долларов). Доля ВВП в мире 0.055%.

## Банковская и денежная система
Двухуровневая банковская система.
1. Первый уровень банковской системы представлен Центральным банком Туркменистана. Банк осуществляет функции регулирования денежно-кредитной сферы, надзора и контроля за коммерческими банками страны и их филиалами.[5]
2. Второй уровень представлен пятью государственными коммерческими банками и их 120 филиалами, 1 коммерческим банком, 3 акционерно-коммерческими банками, а также 2 — с участием иностранного капитала.[5]

В Туркменистане действуют международные платёжные системы, с 1994 года Visa, а с 2014 года MasterCard. Национальные платёжные системы — «Алтын Асыр» и «Millikart».

## Топливно-энергетический комплекс
В состав топливно-энергетического комплекса (ТЭК) страны входят газодобывающая, нефтедобывающая и нефтеперерабатывающая отрасли, электроэнергетика.
Суммарные запасы энергоносителей в соответствии с данными сайта EES EAEC, рассчитанными на основе информации EIA (на декабрь 2015 г.) оцениваются в 10,115 млрд тут (в угольном эквиваленте) или  0,807 % от общемировых (179 стран). При этом в структуре этих запасов 9,988 млрд тут или 98,7 % приходится на природный газ.

### Газодобывающая отрасль

Министерство нефти и газа Туркменистана

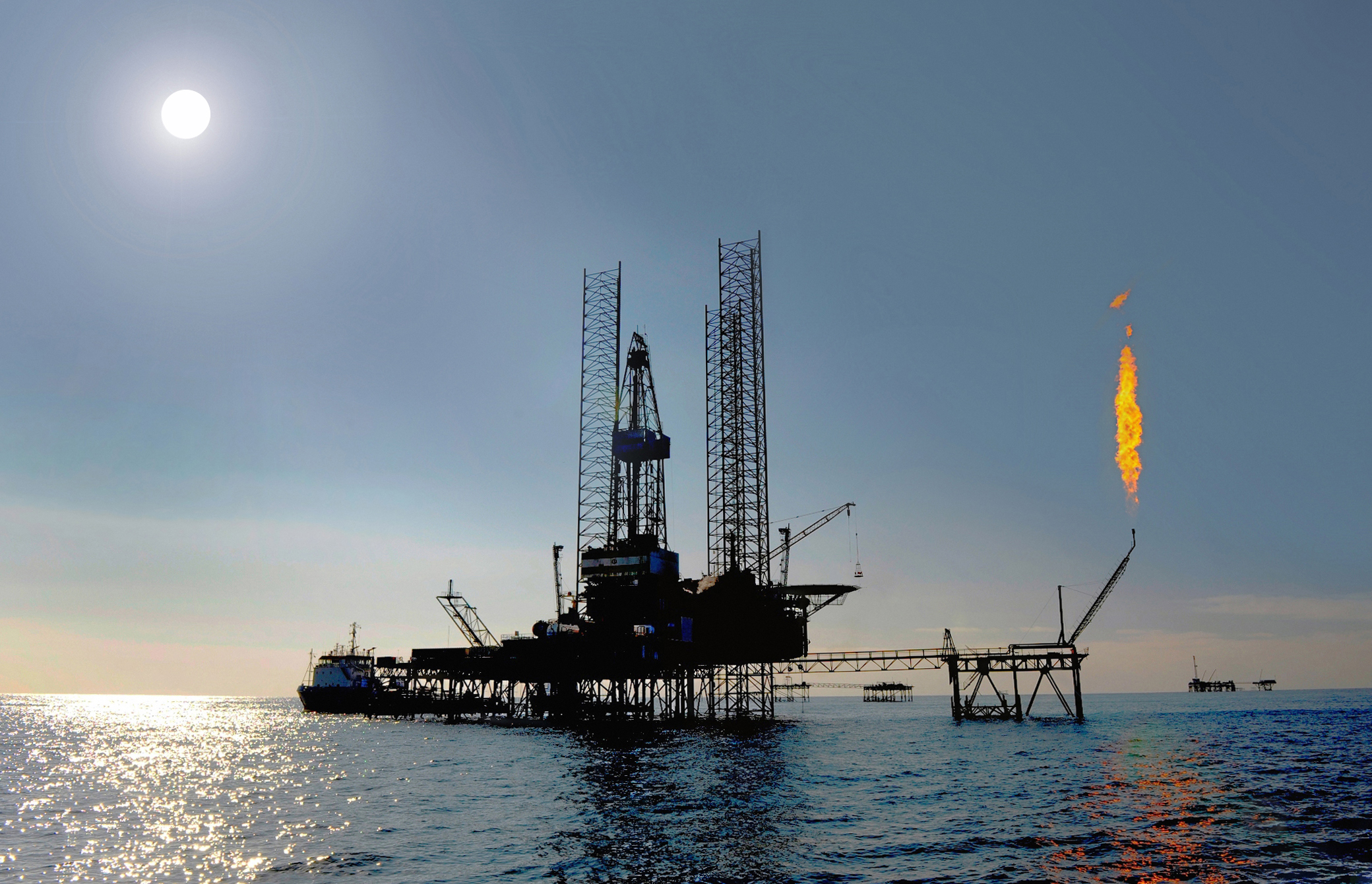
Буровая платформа «Iran Khazar» на шельфе Каспийского моря

В 1990 году Туркменская ССР добывала более 90 млрд кубических метров газа, а свыше 75 % из данного объёма поставлялось в союзные республики. Хотя объёмы добычи газа в Республике составляли около 12,5 % от общесоюзной добычи, тем не менее, туркменский газ играл ключевую роль в энергоснабжении промышленных центров в  РСФСР, Украинской ССР, Белорусской ССР,  Грузинской ССР, Армянской ССР, Киргизской ССР и Таджикской ССР, поскольку содержание метана в поставляемом газе составляло 98-99% ("сухой" метановый газ - без примесей).
По состоянию на 1 октября 2011 года общие геологические запасы в стране оцениваются в 71,21 млрд тонн условного топлива, из которых 53,01 млрд тонн — ресурсные запасы месторождений суши, а 18,2 млрд тонн — морского шельфа. При этом доказанные запасы газа составляют 25,213 трлн кубометров.
Только государственный концерн «Туркменгаз» разрабатывает более 30 газовых и газоконденсатных месторождений, в том числе Довлетабад-Донмез (Советабад), Шатлык, Малай-Чартак, Керпичли, Гарашсызлыгын 10 йыллыгы (10 лет независимости или Бешкызыл), Елкуи, Учаджи, Сейраб, Газлыдепе, Багаджа, Гарабиль, Гуррукбиль в песках Каракумах и другие. Также имеется большая группа мелких месторождений в Центральных Каракумах открытых в 50-60-х годах прошлого века, но так и не разрабатываемых из-за нерентабельности и большой разбросанности (более 50 млрд. куб.м)
Целью программы развития нефтегазового комплекса Туркменистана до 2030 года является наращивание добычи газа до 250 миллиардов кубических метров, нефти — до 110 миллионов тонн. При этом экспорт «голубого топлива» намечено увеличить до 180 миллиардов кубометров в год. Разработка углеводородов сухопутных участков будет осуществляться преимущественно туркменскими госконцернами («Туркменнефть», «Туркменгаз», «Туркменгеология»), а основные зарубежные инвестиции будут осваиваться на шельфе. Правительство утвердило программу лицензирования туркменского сектора Каспия, в которой обозначены 32 блока для разведки и добычи углеводородов.
В 2012 году объёмы добычи газа в Туркменистане составляли более 75 млрд кубических метров, а экспорта — около 60 млрд кубических метров. Причём у страны есть резервы для кардинального увеличения объёмов добычи/экспорта «голубого топлива», особенно, учитывая то, что уже в постсоветский период в стране открыты крупные газовые месторождения, главное из которых — гигантское месторождение «Южный Иолотань».
Информация о суммарных запасах туркменского газа имеет противоречивый характер. Так, по туркменским оценкам, данные запасы составляют около 25 трлн кубических метров. По данным российского «Газпрома», доказанные запасы туркменского газа значительно ниже: около 3 трлн кубических метров, без учёта ещё фактически не разведанного газового месторождения «Южный Иолотань», запасы которого могут составлять от 4 до 14 трлн кубических метров газа. В свою очередь, BP оценивает доказанные газовые запасы Туркменистана примерно в 7,5 трлн кубических метров (с учётом месторождения «Южный Иолотань»).
В долгосрочной перспективе Туркменистан сможет (при условии масштабных инвестиций извне) увеличить объёмы добычи газа как минимум в два раза по сравнению с 1990 годом: с 90 до 180 млрд кубических метров в год, при этом сможет экспортировать свыше 140 млрд кубических метров (более 80 % от объёмов добычи) газа, поскольку внутренние потребности республики в газе невелики.
До 2008 года Россия была основным покупателем туркменского природного газа. В 2016 году «Газпром» полностью отказался от покупки туркменского природного газа.. В 2019 году «Газпром» заключил контракт на закупку туркменского газа сроком на 5 лет.
В конце 2010-х были зафиксированы огромные выбросы метана на газовых месторождениях Туркменистана, в подготавливающей и транспортирующей газ инфраструктуре.

### Нефтедобывающая отрасль
Нефтяной сегмент Туркменистана не играл существенной роли в советской экономике и имел значение главным образом для самой республики. Так, в 1990 году в республике добывалось всего лишь около 7 млн тонн нефти (чуть больше 1 % от общесоюзной добычи), что в основном экспортировалось около 5,5 млн тонн, а внутри самой Туркменской республики потреблялось около 1,5 млн тонн.  .
К 2013 году добыча нефти увеличилась по сравнению с 1990 годом примерно на 40 %, и сегодня её объёмы находится в пределах 10 млн тонн в год, что составляет около 0,006 % общемировой добычи, из которых экспортируется около 6,5 млн тонн.
Основной производитель нефти в стране — государственный концерн «Туркменнефть», добыча нефти и конденсата ведётся также ГК «Туркменгаз».
У Туркменистана нет резервов для существенного наращивания объёмов добычи «чёрного золота». Несмотря на официальные заявления Ашхабада о том, что страна якобы располагает доказанными запасами нефти в 20 млрд тонн, есть все основания сомневаться в этом; по данным российского «Лукойла», доказанные запасы нефти в Туркменистане оцениваются всего в 400 млн тонн (в 50 раз меньше туркменских оценок), примерно такую же оценку туркменских нефтяных запасов даёт и британская British Petroleum (BP).

### Транспортировка нефтегазовых ресурсов

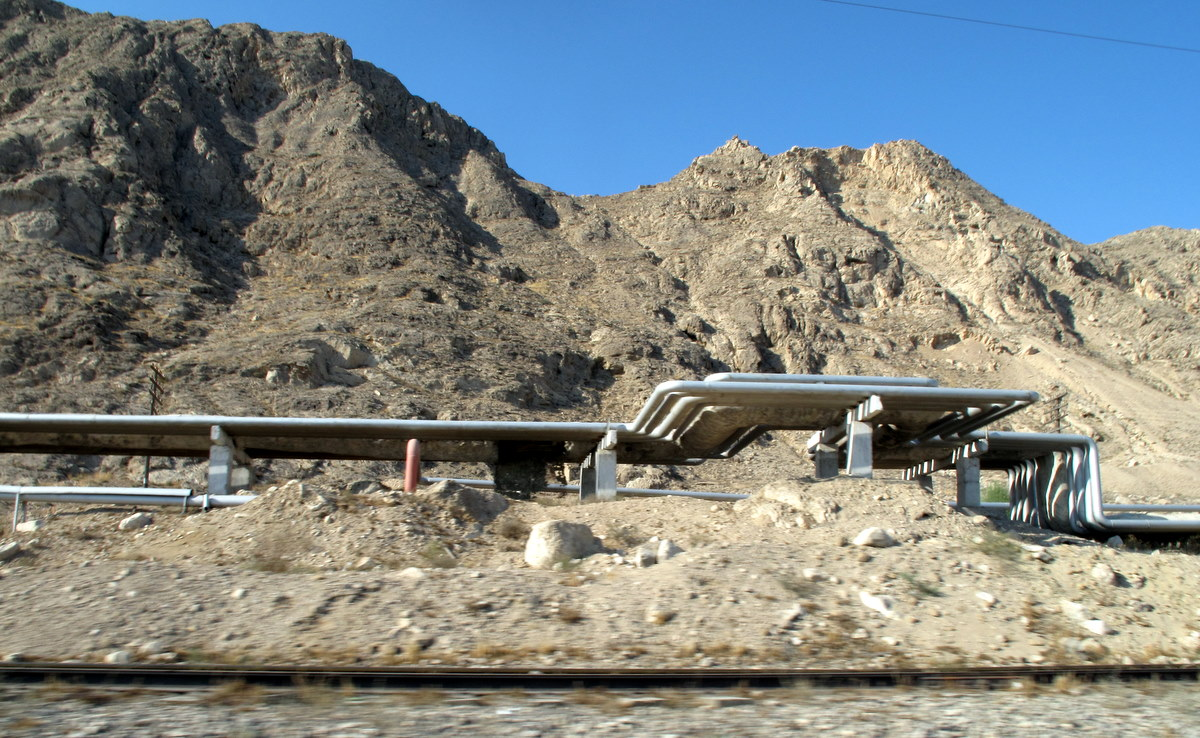
Газопровод

Экспорт добытой нефти осуществляется частично железнодорожным транспортом, а частично — морским транспортом через Каспий и далее по российским нефтепроводам. Кроме того, с 2010 года некоторые объёмы туркменской нефти (около 1,5 млн тонн в год) экспортируются по нефтепроводу «Баку — Тбилиси — Джейхан».
Экспорт добытого газа осуществляется по магистральному газопроводу «Средняя Азия — Центр». С января 2010 года действует трубопровод Довлетабат-Серахс-Хангеран протяжённостью 30,5 километра и мощностью 12,5 миллиарда кубометров газа в год.
Газотранспортная система Туркменистана объединяет трубопроводы протяжённостью 8 тысяч км в однониточном исчислении. Экспортные потоки туркменского газа в настоящее время идут по двум направлениям: на север — на Украину и в Россию, а также на юг — в Иран.

### Электроэнергетика
Электроэнергетика — важнейший сектор социально-экономического комплекса государства. Туркменистан был, пожалуй, единственной республикой на постсоветском пространстве, реализующая опережающие темпы строительства электростанций, что во многом объясняется стремлением диверсифицировать экспорт природного газа за счёт электроэнергии. В 2003 году Туркменистан вышел из Объединённой энергосистемы Центральной Азии.
Производство электроэнергии в стране за период с 1945 по 2016 гг. иллюстрируется следующей диаграммой:

Производство электроэнергии в Туркменистане в период с 1945 по 2016 год., млрд кВт∙ч

Показатели электроэнергетического комплекса на конец 2017 г. и тенденции развития электроэнергетического сектора (1) за 25 лет независимости Туркменистана (1992-2016 гг.) в соответствии и на основании данных UNSD (UN Data - информация по состоянию на март 2019 и  2021 гг.), ключевые энергетические организации и субъекты  электроэнергетики (2) приведены ниже:
Статистика электроэнергетического комплекса
На конец 2018 г. установленная мощность-нетто электростанций - 5200 МВт (в том числе: тепловых электростанций (ТЭС), сжигающих органическое топливо - 5200 МВт), производство электроэнергии-брутто - 22534 млн кВт∙ч, в том числе: ТЭС - 22534 млн кВт∙ч.
Динамика основных показателей электроэнергетики - установленной мощности и производство электрической энергии приведены соответственно в таблицах 1 и 2
| Таблица 1. Установленная мощность-нетто электростанций по типам, 1992-2016 гг. (на конец года), МВт |      |      |      |      |      |      |      |      |      |      |      |      |      |
| Установленная мощность-нетто                                                                        | 1992 | 1993 | 1994 | 1995 | 1996 | 1997 | 1998 | 1999 | 2000 | 2001 | 2002 | 2003 | 2004 |
| Электростанций - всего                                                                              | 3941 | 3941 | 3941 | 3941 | 3941 | 3921 | 3921 | 3921 | 3920 | 3920 | 3920 | 3920 | 3920 |
| Тепловых электростанций (ТЭС), сжигающих органическое топливо                                       | 3940 | 3940 | 3940 | 3940 | 3940 | 3920 | 3920 | 3920 | 3920 | 3920 | 3920 | 3920 | 3920 |
| Гидроэлектростанций (ГЭС)                                                                           | 1    | 1    | 1    | 1    | 1    | 1    | 1    | 1    | 0    | --   | --   | --   | --   |
| Окончание таблицы 1                                                                                 |      |      |      |      |      |      |      |      |      |      |      |      |      |
| Установленная мощность-нетто                                                                        | 2004 | 2005 | 2006 | 2007 | 2008 | 2009 | 2010 | 2011 | 2012 | 2013 | 2014 | 2015 | 2016 |
| Электростанций - всего                                                                              | 3920 | 3105 | 2851 | 2851 | 2851 | 2851 | 3000 | 3200 | 3400 | 3800 | 4000 | 4000 | 4674 |
| Тепловых электростанций (ТЭС), сжигающих органическое топливо                                       | 3920 | 3105 | 2851 | 2851 | 2851 | 2851 | 3000 | 3200 | 3400 | 3800 | 4000 | 4000 | 4674 |
| Гидроэлектростанций (ГЭС)                                                                           | --   | --   | --   | --   | --   | --   | --   | --   | --   | --   | --   | --   | --   |

| Таблица 2. Баланс электрической энергии, 1992- 2016 гг., млн кВт∙ч |       |      |      |       |       |       |       |       |       |       |       |       |       |       |       |
| Статья баланса                                                     | 1992  | 1995 | 2000 | 2005  | 2006  | 2007  | 2008  | 2009  | 2010  | 2011  | 2012  | 2013  | 2014  | 2015  | 2016  |
| Производство-брутто                                                | 13183 | 9818 | 9845 | 12820 | 13650 | 14880 | 15040 | 15980 | 16660 | 17220 | 17750 | 18870 | 20400 | 22534 | 22534 |
| ТЭС МАР (органическое топливо), из которых                         | 13138 | 9796 | 9845 | 12820 | 13650 | 14880 | 15040 | 15980 | 16660 | 17220 | 17750 | 18870 | 20400 | 22534 | 22534 |
| ТЭС МАР (органическое топливо) - комбинированный цикл              | --    | --   | 9845 | 12820 | 13650 | 14880 | 15040 | 15980 | 16660 | 17220 | 17750 | 18870 | 20400 | 22534 | 22534 |
| ГЭС МАР, из которых                                                | 4     | 4    | 0    | --    | --    | --    | --    | --    | --    | --    | --    | --    | --    | --    | --    |
| Производство-брутто - АР                                           | 41    | 18   | --   | --    | --    | --    | --    | --    | --    | --    | --    | --    | --    | --    | --    |
| ТЭС АР (органическое топливо), из которых                          | 41    | 18   | --   | --    | --    | --    | --    | --    | --    | --    | --    | --    | --    | --    | --    |
| Собственные нужды электростанций и отопительных установок          | 1039  | 672  | 752  | 969   | 1032  | 1125  | 1137  | 1208  | 1259  | 1301  | 1341  | 1426  | 1542  | 1703  | 1703  |
| Производство-нетто                                                 | 12144 | 9146 | 9093 | 11851 | 12618 | 13755 | 13903 | 14772 | 15401 | 15919 | 16409 | 17444 | 18858 | 20831 | 20831 |
| Импорт                                                             | 1152  | 980  | --   | --    | --    | --    | --    | --    | --    | --    | --    | --    | --    | --    | --    |
| Экспорт                                                            | 5447  | 3000 | 800  | 1290  | 1650  | 1950  | 1530  | 2100  | 2410  | 2550  | 2720  | 2850  | 3210  | 3201  | 3201  |
| Общая поставка                                                     | 7849  | 7126 | 8293 | 10561 | 10968 | 11805 | 12373 | 12672 | 12991 | 13369 | 13689 | 14594 | 15648 | 17630 | 17630 |
| Потери                                                             | 1095  | 1206 | 1403 | 1775  | 1824  | 1951  | 2076  | 2094  | 2132  | 2190  | 2235  | 2385  | 2547  | 2895  | 2895  |
| Собственные нужды добычи и переработки ТЭР                         | 1141  | 921  | 1057 | 1350  | 1404  | 1514  | 1582  | 1625  | 1668  | 1717  | 1759  | 1875  | 2012  | 2262  | 2262  |
| Конечное потребление электроэнергии                                | 5508  | 4998 | 5833 | 7436  | 7740  | 8340  | 8715  | 8953  | 9191  | 9462  | 9695  | 10334 | 11089 | 12473 | 12473 |
| Промышленность и строительство                                     | 1928  | 1805 | 2105 | 2683  | 2793  | 3009  | 3144  | 3230  | 3316  | 3414  | 3498  | 3729  | 4001  | 4500  | 4500  |
| Химические и нефтехимические заводы                                | 583   | 585  | 683  | 871   | 907   | 977   | 1021  | 1049  | 1077  | 1109  | 1136  | 1211  | 1299  | 1461  | 1461  |
| Другие отрасли обрабатывающей промышленности и строительства       | 1345  | 1220 | 1422 | 1812  | 1886  | 2032  | 2123  | 2181  | 2239  | 2305  | 2362  | 2518  | 2702  | 3039  | 3039  |
| Транспорт                                                          | 155   | 129  | 150  | 192   | 200   | 216   | 226   | 232   | 238   | 245   | 251   | 268   | 288   | 324   | 324   |
| Другие сектора                                                     | 3425  | 3064 | 3578 | 4561  | 4747  | 5115  | 5345  | 5491  | 5637  | 5803  | 5946  | 6337  | 6800  | 7649  | 7649  |
| Бытовые потребители                                                | 1068  | 1051 | 1226 | 1563  | 1627  | 1753  | 1832  | 1882  | 1932  | 1989  | 2038  | 2172  | 2331  | 2622  | 2622  |
| Сельское, лесное хозяйство и рыболовство                           | 1824  | 1587 | 1855 | 2365  | 2461  | 2652  | 2771  | 2847  | 2923  | 3009  | 3083  | 3286  | 3526  | 3966  | 3966  |
| Прочие                                                             | 533   | 426  | 497  | 633   | 659   | 710   | 742   | 762   | 782   | 805   | 825   | 879   | 943   | 1061  | 1061  |

Примечание: MAP (Main activity producer) ;  AP (autoproducer)  - производство электроэнергии на которых является и не является основным видом их деятельности

Динамика установленной номинальной мощности-нетто электростанций Туркменистана, 1992-2016 гг., МВт

Число часов использования установленной мощности-нетто электростанций Туркменистана, 1992-2016 гг., часы

Потребление электроэнергии в отдельных секторах Туркменистана, 1992-2016 гг., млн кВт∙ч

Ключевые энергетические организации:
- Министерство энергетики Туркменистана;
- Государственная  электроэнергетическая  корпорация «Туркменэнерго».

Ключевые субъекты электроэнергетики:
- Марыйская ГЭС (ГЭС - государственная электростанция[прояснить]) - 1831,7 МВт
- Парогазовая электростанция Мары - 1574 МВт,
- Абаданская ГЭС - 321 МВт,
- Авазинская ГЭС - 254,2 МВт,
- Ахалская ГЭС - 648,1 МВт,
- Ашхабадская ГЭС - 254,2 МВт,
- Балканабадская ГЭС - 380,2 МВт,
- Дашогузская ГЭС - 254,2 МВт,
- Дервезинская  ГЭС - 504,4 МВт,
- Лебапская ГЭС - 149,2 МВт
- Сейдинская ТЭЦ - 160 МВт.

## Сельское хозяйство
Площадь орошаемых земель в настоящее время составляет около 1,5 млн га, а общая площадь сельскохозяйственных угодий составляет около 39 млн га. Агроэкспорт составил в 2019 ~60млн долл.
В рамках этой отрасли ведущее место занимает хлопководство, продажа хлопка-сырца, выращивание зерновых культур, в основном пшеницы.
В дельте Амударьи высоко развито рисоводство; выращивание риса — одно из наиболее прибыльных для туркменских дайхан.
Техническое обеспечение всех аграрных мероприятий возложено на Ассоциацию акционерных обществ по производственно-техническому обслуживанию сельского хозяйства «Туркменобахызмат» (Туркменсельхозобслуживание).

### Хлопководство
Хлопководческая отрасль — ведущая в сельском хозяйстве страны.
По состоянию на 2012 год общая площадь хлопкового клина в Туркменистане — 550 тысяч гектаров. Наибольшую площадь отведено для производства сырца в Марыйском велаяте — 165 тысяч гектаров, в Ахалском велаяте — 120 тыс. гектаров, в Лебапском велаяте — 120 тыс. гектар, в Дашогузском — 140 тыс. гектаров и в Балканском −5 тыс.
В 2012 году было собрано около 1 миллиона 235 тысяч тонн хлопка.
Развитие хлопководства и хлопкоочистительной промышленности Туркменистана осуществляет государственный концерн «Туркменпагта» («Туркменхлопок»).
В ведении концерна: торговое хлопковое предприятие «Ак алтын», 35 хлопкоочистительных заводов, 2 ремонтно-снабженческих завода, 2 производственных ремонтно-снабженческих предприятия, 1 передвижное механизированное строительное предприятие и 2 лицея по подготовке кадров.

### Животноводство

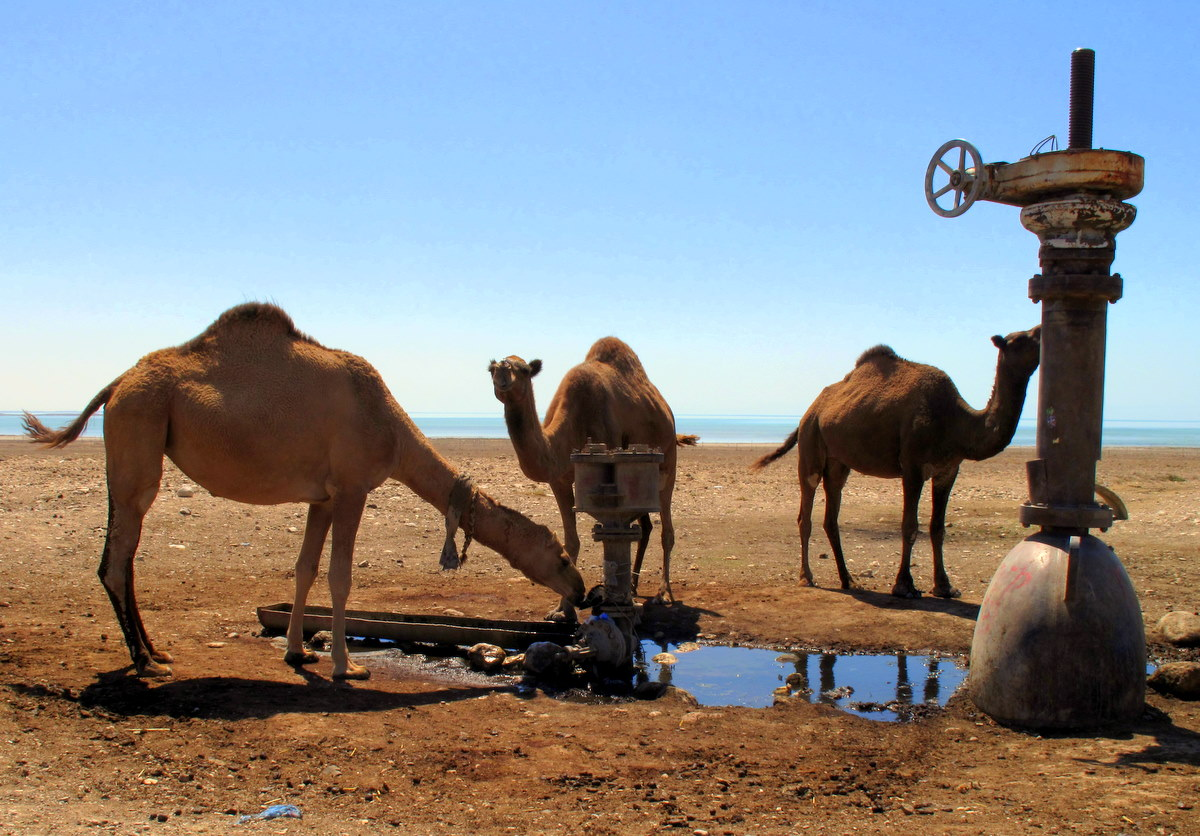
Верблюды, Каракумы

Является второй по значимости после земледелия областью сельскохозяйственного производства.
По состоянию на 2013 год в стране 16 племенных хозяйств Государственного животноводческого объединения: 10 овцеводческих хозяйств, 5 верблюдоводческих ферм и 1 ферма по разведению крупного рогатого скота.
Верблюдоводство является типичной пустынной отраслью животноводства. В Туркменистане имеется более 100 тыс. верблюдов, более 50 % которых находятся в западном и прикопетдагском районах.

### Садоводство, бахчеводство, овощеводство

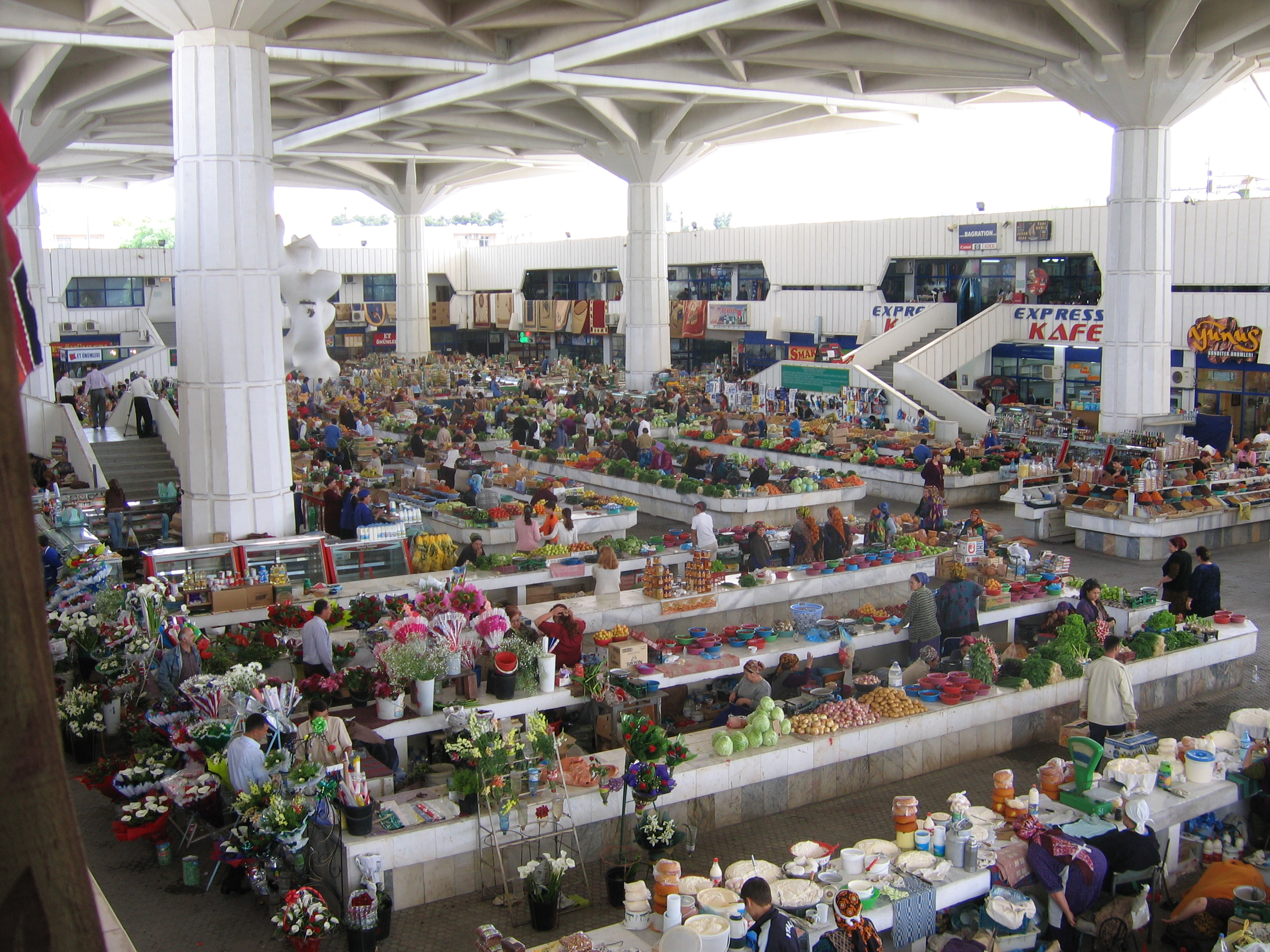
Государственный торговый центр «Гулистан» в Ашхабаде

Садоводство также является одной из важных отраслей сельского хозяйства Туркменистана. Наиболее распространены культуры яблони (44 %), абрикоса (19 %), сливы, груши, граната, персика.
Бахчеводство — важная и древнейшая отрасль земледелия в стране. К бахчевым культурам относятся арбуз, дыня, тыква. Ассортимент дынь включает более 200 сортов.
Овощеводство широко распространено в первую очередь в Ахалском велаяте. Наиболее распространёнными овощными культурами являются томаты, огурцы, лук, морковь, капуста, перец, баклажаны, редька, редис.
Одним из крупнейших предприятий по переработке овощей и фруктов — акционерное общество «Рухубелент», который перерабатывает томаты и производит фруктовые соки и нектары.

## Промышленность
Доля промышленности и строительства в структура ВВП по состоянию на 2010 год составляла 21,4 %.

### Текстильная

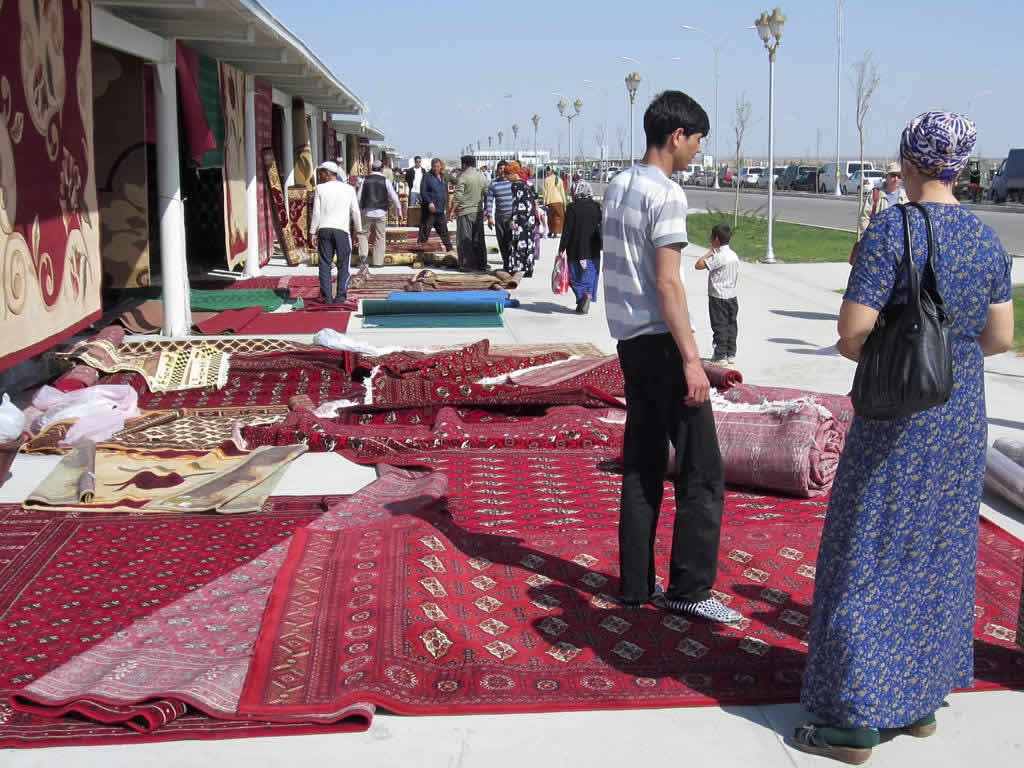
Ковры на базаре в Ашхабаде

Сегодня общая мощность модернизированных и новых текстильных предприятий составляет уже около 135 тыс. тонн хлопка-волокна в год.
В планах правительства, зафиксированных в программе развития на период до 2020 года — создание новых современных предприятий по всей республике. Их ввод в эксплуатацию позволит Туркменистану ежегодно перерабатывать до 500 тыс. тонн хлопка-волокна. Производство пряжи к 2020 году планируется увеличить до 350 тыс. тонн в год, ткани хлопчатобумажной — до 580 млн м², шёлка-сырца — до 720 тонн.

### Химическая
В Туркменистане имеются существенные запасы мирабилита, каменной соли, глауберовой, поваренной, калийной соли, озокерита, йода, брома, сульфата натрия и других веществ, которые массово используются в химической промышленности.

### Металлургическая
В 2009 году в Овадан-депе начал работу первый в стране металлургический завод, ориентированный на выпуск строительного проката (арматура, уголки и швеллеры). Предприятие мощностью 160 тыс. т проката в год построено консорциумом турецких компаний, стоимость строительства составила 64,5 млн долларов. Сталь выплавляется из лома или привозной заготовки.

### Судостроение
В мае 2012 года Государственная служба морского и речного транспорта заключила за счёт собственных средств контракт с немецкой компанией «Inros Lackner AG» на оказание технических консультационных услуг по строительству судоремонтно-строительного завода.
Первый цех, где апробируется новая отрасль, уже задействован. Там ведутся судоремонтные работы и сборка малотоннажных судов.
2 мая 2018 года введён в строй судостроительный и судоремонтный завод «Балкан». Завод расположен вблизи Туркменбашинского международного морского порта. Завод способен изготовить 4-6 судов в год, и произвести ремонт 20-30 судов в год.
В 2024 году завод начал строительство двух сухогрузов. Планируется начать стротельство Ro-Ro паромов.

## Строительство

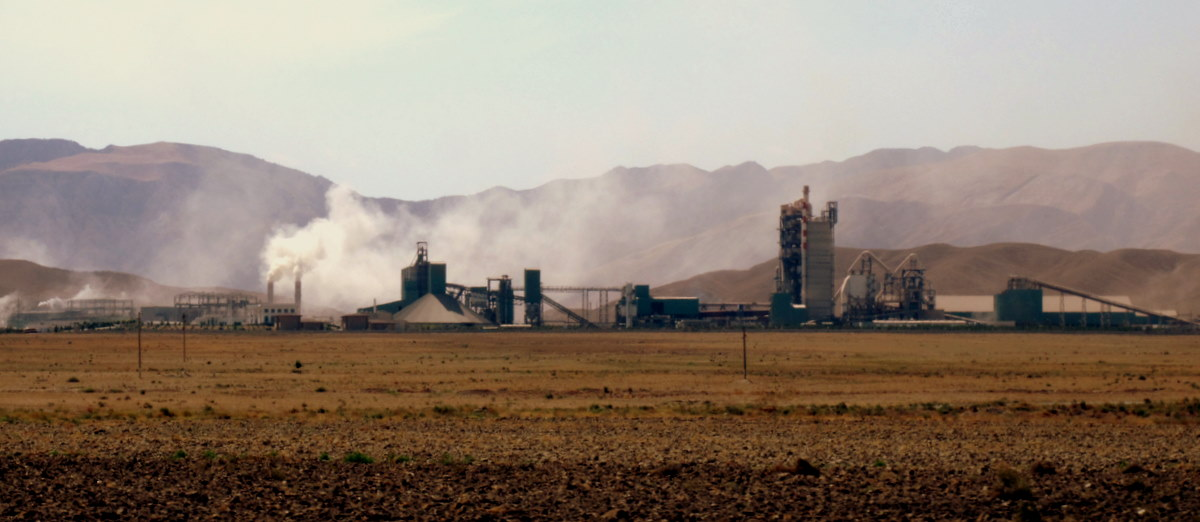
Цементный завод под Ашхабадом

По состоянию на 2007 год доля строительства в ВВП страны составляла около 6 %, в строительном комплексе трудились свыше 9 % трудоспособного населения от общего числа занятых в экономике Туркменистана.
В строительном комплексе действовали более 2,3 тысяч предприятий и организаций. Среди них 2 тысячи подрядных строительных организаций, 105 проектно-изыскательских и конструкторских и 238 предприятий промышленности строительных материалов. В общем количестве строительных предприятий государственные хозяйствующие субъекты составляли 22 %. В составе 1,5 тысяч негосударственных строительных предприятий: 48 — иностранные фирмы, 14 — совместные предприятия.
В 2007 году объём подрядных работ, выполненных иностранными фирмами, составил 37 % уровня данных видов работ по Туркменистану. Предприятиями по производству строительных материалов являются Келятинский комбинат строительных материалов, мраморный завод в Овадандепе.
В строительном комплексе за 2010—2011 гг. было намечено освоить около 23,6 млрд долларов США с привлечением национальных и иностранных инвестиций.
За 2011 год было сооружено 114 объектов социального назначения, проложено 1109 км водопроводных и 1782,5 км газопроводных линий, 848,7 км автомобильных дорог, 980,6 км линий электропередачи, построено 653,5 тысяч м² жилья.

## Транспорт

### Железнодорожный транспорт
Общая протяжённость железных дорог — 3550,9 км (2012 г.). Электрифицированных дорог нет.
80 % всех экспортно-импортных и транзитных грузов перевозится этим видом транспорта. 70 % всех ежегодно перевозимых грузов — это грузы, следующие транзитом через станцию Сарахс.

### Торговый флот
На начало 2012 года в составе морского торгового флота Туркменистана насчитывалось 10 судов: 4 сухогруза общей грузоподъёмностью свыше 13 тыс. тонн и 6 танкеров типа «река-море» общей грузоподъёмностью 30,7 тыс. тонн. Суда принадлежат Управлению Туркменского морского торгового флота.
В марте 2012 года Туркменистан заключил с заводом «Красное Сормово» контракт на сооружение и закупку судна типа «река-море» дедвейтом 7100 тонн для транспортировки нефти и нефтепродуктов.
20 июля 2012 года заключён контракт с хорватской судостроительной верфью «ULJANIK Brodogradiliste d.d.» на строительство двух автомобильно-пассажирских паромов типа «Ro-Pax».

### Авиационный транспорт
Государственной Национальной службой «Туркменховаёллары» на территории страны зарегистрировано 6 иностранных авиакомпаний (Belavia, Lufthansa, China Southern Airlines, Fly Dubai, S7, Turkish Airlines)

### Автомобильный транспорт
Ежегодно автомобильным транспортом страны перевозится около 500 миллионов тонн груза и 1 миллиард пассажиров.
Парк автомобилей по состоянию на 2007 год: 77 % — легковые автомобили, 19 % — грузовые и специальные автомобили и 4 % — автобусы. По состоянию на 2007 год протяжённость автодорог государственного значения составляла 13,7 тысяч километров.
Для населения пользоваться личным автотранспортом было очень выгодно в малонаселённом Туркменистане. В эпоху правления президента Ниязова 60 литров бензина (полный бак) стоили всего 24 000 манатов или 1 доллар. Новый президент Бердымухамедов в 2008 году поднял цены в 11 раз, до 22-23 цента за литр, но ввёл норму 120 литров бесплатного бензина в месяц каждому автовладельцу (при этом цены были одними из самых низких в мире, уступая только арабским странам Персидского залива); и только с 1 июля 2014 года в целях экономного расходования горючего населением эта норма была отменена С 2015 года подорожал на 60% и стал стоить 1 манат, в 2018 году подорожал ещё на 50% и стал стоить 1 манат 50 тенге..

## Внешняя торговля
В 2011 году объём экспорта составил 32,2 % от ВВП. Доходы от экспорта крайне нестабильны в связи с колебаниями цен на энергоносители на мировом рынке. Экспорт в 2011 году вырос на 49,6 %.
В 2011 году 83,5 % экспорта Туркменистана состояло из энергоносителей. Географическая структура экспорта страны слабо диверсифицирована, большая часть которого направлялась в страны ЕС и на Украину.
В 2017 году страна имела внешнеторговые отношения со 119 странами, суммарный внешнеторговый оборот с которыми составил около 18 миллиардов долларов США.
Крупнейшими внешнеторговыми партнёрами Туркменистана в 2017 году являлись Китай, Турция, Объединённые Арабские Эмираты, Иран, Афганистан, Италия и Россия. На их долю приходилось около 77 процентов внешнеторгового оборота Туркменистана, с положительным сальдо, размером около 400 миллионов долларов.

### Китай
С 1992 по 2006 гг. товарооборот с Китаем вырос с 4,5 млн долларов до 179,0 млн долларов), а в 2009 достиг 1048 млн долларов, при этом импорт из Поднебесной стабильно превышал экспорт в Китай (в 2009 году экспорт КНР в Туркменистан составил 915 млн долларов). По состоянию на 2008 год в китайском экспорте в Туркменистан преобладали машины и оборудования (92,2 %), а в импорте Поднебесной — энергоносители (84,5 %). КНР также активно занимается освоением туркменских месторождений: в 2007 году Китайской национальной нефтегазовой компании было передано в аренду на 30 лет на основе соглашения о разделе продукции газовое месторождение Багтыярлык на правом берегу Амударьи. В 2009 году пущен газопровод из Туркменистана в Китай и уже в 2013 году по нему в Поднебесную поступило около 27 млрд кубометров газа (для сравнения — в Россию в 2012 году поставлено только 10 млрд кубометров туркменского газа). Имеет место и косвенное проникновение — например, к 2013 году из 10 млрд долларов, инвестированных властями Туркменистана в разработку газового месторождения Галкыныш, 8 млрд составили китайские кредиты.

### Иран
Товарооборот Туркменистана и Ирана вырос в 1992—2006 гг. с 52 тыс. долларов до 1,4 млрд долларов.
В 1998 году в строй был введён газопровод Корпедже — Курт-Куи, по которому в 2006 году в Иран поступили 12 млрд кубометров голубого топлива.
В 2003 году сдана ЛЭП Балканабат — Алиебад, в результате чего в 2006 году в Иран пошло 55 % экспортируемой Туркменистаном электроэнергии.

### Турция
Товарооборот Турции с Туркменистаном вырос в период с 2000 по 2011 год в 8,7 раза: с 218,0 млн долларов до 1887,1 млн долларов. При этом темпы роста экспорта из Турции были намного выше, чем туркменского импорта. В 2000 году турецкий экспорт составлял 120,2 млн долларов, а импорт из Туркменистана 97,9 млн долларов, то в 2011 году эти показатели были 1494,4 млн долларов и 392,7 млн долларов соответственно. В 2011 году на Турцию пришлось 66,9 % туркменского экспорта хлопка. При этом доля Ашхабада во внешней торговле Турции незначительна — 0,2 % турецкого импорта и 1,1 % турецкого экспорта. Зато на Анкару в 2011 году пришлось 24,2 % импорта Туркменистана и 14,8 % экспорта этой среднеазиатской страны.

### Индия
Товарооборот с Индией невелик — в 2009/10 году он составил 46,15 млн долларов.

### Россия
За 1995—2009 гг. товарооборот двух стран увеличился с 272 млн долларов до 1044 млн долларов.
В 2018 году товарооборот России с Туркменистаном составил 444 033 679 долл. США, увеличившись на 3,71 % (15 881 231 долл. США) по сравнению с 2017 годом.
Экспорт России в Туркменистан составил 288 830 548 долл. США, уменьшившись на 15,98 % (54 949 481 долл. США) по сравнению с 2017 годом.
Импорт России из Туркменистана составил 155 203 131 долл. США, увеличившись на 83,95 % (70 830 712 долл. США) по сравнению с 2017 годом.
Сальдо торгового двух стран в 2018 году сложилось положительное в размере 133 627 417 долл. США.
Доля Туркменистана во внешнеторговом обороте России в 2018 году составила 0,0645 % против 0,0733 % в 2017 году. По доле в российском товарообороте в 2018 году Туркменистан занял 85-е место (в 2017 году – 83-е место).
Доля Туркменистана в экспорте России в 2018 году составила 0,0642 % против 0,0963 % в 2017 году. По доле в российском экспорте в 2018 году Туркменистан занял 84 место (в 2017 году – 73-е место).
Доля Туркменистана в импорте России в 2018 году составила 0,0652 % против 0,0372 % в 2017 году. По доле в российском импорте в 2018 году Туркменистан занял 78 место (в 2017 году – 86-е место).

## Доходы населения
На 2017 год минимальный размер оплаты труда составил 535 манатов в месяц, что составляет 156 долларов США по официальному курсу, по которому население не имеет возможности свободно приобретать валюту. Курс чёрного рынка на 11 января 2021 года составляет 27,3 маната за доллар. По состоянию на 2019 год минимальный размер оплаты труда составляет 790 манатов ($225,26) в месяц. С 1 января 2020 года, минимальный размер оплаты труда составляет 870 манатов ($248,57) в месяц. С 1 января 2020 года базовая величину для определения минимального размера пенсий составляет 338 манатов ($96,57), а базовая величина для исчисления государственных пособий составляет 322 маната ($92). С 1 января 2020 года минимальный размер пенсий участников Великой Отечественной войны составляет 1415 манатов ($404,29) в месяц, а минимальный размер пенсий тружеников тыла составляет 415 манатов ($118,57) в месяц. С 1 января 2022 года минимальный размер оплаты труда в Туркменистане составляет 1050 манатов ($300,55) в месяц,, с 1 января 2023 года — 1160 манатов ($332,04), а минимальный размер пенсий участников Великой Отечественной войны составляет 1880 манатов ($538,13) в месяц.